# Liste der Stolpersteine in Netphen
In der Liste der Stolpersteine in Netphen werden die vorhandenen Gedenksteine aufgeführt, die im Rahmen des Projektes Stolpersteine des Künstlers Gunter Demnig bisher in Netphen verlegt worden sind.

## Verlegte Stolpersteine
| Adresse                 | Name             | Inschrift                                                                                              | Verlegedatum  | Bild | Anmerkung                                 |
| ----------------------- | ---------------- | --- | ------------- | ---- | ----------------------------------------- |
| Lahnstraße 4 (Standort) | Gustav Faber     | Hier wohnte Gustav Faber Jg. 1884 deportiert 1942 Theresienstadt ermordet 29.1.1943 Auschwitz          | 12. Dez. 2012 |      | geboren am 28. Oktober 1884 in Ochtendung |
| Lahnstraße 4 (Standort) | Clara Faber      | Hier wohnte Clara Faber geb. Hony Jg. 1883 deportiert 1942 Theresienstadt ermordet 29.1.1943 Auschwitz | 12. Dez. 2012 |      | geboren am 17. Mai 1883 in Netphen        |
| Lahnstraße 4 (Standort) | Ruth Anita Faber | Hier wohnte Ruth Anita Faber Jg. 1927 deportiert 1942 Theresienstadt ermordet 29.1.1943 Auschwitz      | 12. Dez. 2012 |      | geboren am 2. Juli 1927 in Netphen        |
| Lahnstraße 4 (Standort) | Berta Lennhoff   | Hier wohnte Berta Betty Lennhoff geb. Hony Jg. 1886 deportiert 1943 ermordet in Auschwitz              | 12. Dez. 2012 |      | geboren am 24. Dezember 1886 in Netphen   |
| Lahnstraße 4 (Standort) | Julius Lennhoff  | Hier wohnte Julius Lennhoff Jg. 1884 deportiert 1943 ermordet in Auschwitz                             | 12. Dez. 2012 |      | geboren am 2. Juni 1884 in Plettenberg    |
| Lahnstraße 4 (Standort) | Heinz Lennhoff   | Hier wohnte Heinz Lennhoff Jg. 1921 deportiert 1943 ermordet in Auschwitz                              | 12. Dez. 2012 |      | geboren am 19. September in Plettenberg   |